# Українське вугілля
«Українське вугілля» — програма розвитку вугільної промисловості України на періоди 2001–2010 рр. і 2010–2015 рр.
Програма на період 2001–2010 рр. затверджена Постановою КМ України 19.09.2001 № 1205. Передбачала ряд комплексних організаційно-правових та технічних заходів, які повинні були дозволити: по-перше, в 2010 р. мати 159 економічно ефективних шахт і 3 розрізи (на 2001 р. — 190 шахт і 3 розрізів); по-друге, досягнути виробничої потужності в 2010 р. на рівні 112 млн.т., видобутку рядового вугілля 110 млн.т. в тому числі для потреб енергетики 63 млн.т. та понад 47 млн.т. коксівного вугілля; по-третє, покращити якість вугільної продукції, зокрема, знизити зольність вугілля, що видобувається, до 22,7%. Програма передбачала широке впровадження нової вітчизняної вугледобувної техніки та технології, доведення до 40 одиниць кількості шахт (розрізів) з видобутком вугілля понад 1 млн.т. на рік; комплексну механізацію вибоїв (було заплановано видобувати 90% всього вугілля з цих вибоїв); рівень проведення виробок комбайнами — 50%; навантаження на діючий очисний вибій — 470 т, а на комплексно-механізований — 705 т (в 1,7 разів більше показників 1991 р.). У 2001–2005 рр. Програмою передбачалося продовження будівництва 167 горизонтів, в 2006–2010 рр. — 157 горизонтів. Планувалося підвищення рівня безпеки та охорони праці, розвиток вітчизняного вугільного машинобудування, металургії, приладобудування тощо. Програма не була виконана у зв'язку з рядом обставин внутрішнього і зовнішнього характеру, зокрема внаслідок світової економічної кризи 2008–2009 рр.
Програма на період 2010–2015 рр. має на меті підвищити економічну ефективність роботи підприємств вугільної галузі та досягнення обсягів видобутку вугілля, необхідних для задоволення потреб національної економіки. Обсяги видобутку вугілля до кінця 2015 р. повинні зрости до 91,7 млн т.